# 37678 McClure
37678 McClure este un asteroid din centura principală de asteroizi.

## Descriere
37678 McClure este un asteroid din centura principală de asteroizi. A fost descoperit pe 3 februarie 1995 la Observatorul Siding Spring de David J. Asher. Asteroidul prezintă o orbită caracterizată de o semiaxă mare de 2,40 ua, o excentricitate de 0,29 și o înclinație de 21,6° în raport cu ecliptica.